# 维纳尔·潘顿
维纳尔·潘顿（Verner Panton，1926年2月13日—1998年9月5日），丹麦建筑设计师、工业设计师。1926年出生于菲英岛上的甘托夫特教区（Gamtofte Sogn），1951年毕业于哥本哈根的丹麦皇家美术学院建筑系，曾在阿纳·埃米尔·雅各布森的设计事务所中工作了两年，之后在1955年创办了自己的设计事务所。
在潘顿的的设计生涯中，他曾经尝试用不同的材料做出创新与未来风格的设计，很多设计都曾轰动一时。他的作品很多具有上世纪60年代的特征，是公认的60年代设计大师，但不仅于此，他为整个20世纪下半叶设计的发展都做出了巨大的贡献。

## 生平
- 1926年2月13日出生于丹麦菲英岛上的布拉赫斯堡-甘托夫特。
- 1944-1945年，在欧登塞地区的陆军中服兵役。
- 1944-1947年，在服兵役的同时，参加了欧登塞技术学院。
- 1947-1951年，进入哥本哈根的皇家美术学院研习建筑学。
- 1950年，与设计师保尔·汉宁森（Poul henningsen）的继女托芙·坎普（Tove Kemp）结婚，这段婚姻只持续了很短暂的时间。
- 1950-1952年，在著名丹麦建筑师设计师阿纳·雅各布森的事务所工作。
- 1956年，参加了一个由WK/WKS集团组织的家具设计竞赛，后来潘顿的很多设计都出自这次经历。
- 1958年，重新设计并扩建了父母的旅馆Kom-igen，由此产生了Cone Chair的设计。
- 1962年，在特内里费岛认识了玛丽安娜（Marianne Pherson-Oertenheim）。
- 1963年，在搬去巴塞尔之后，潘顿开始了与Herman Miller，Vitra品牌的合作。同年获得美国国际设计大奖
- 1964年，与玛丽安娜在巴塞尔结婚。同年的科隆国际家具展期间，潘顿的飞椅（Flying Chair）轰动一时。
- 1966年，女儿卡琳（Carin）出生。
- 1967年，潘顿椅首次出现在丹麦设计杂志Mobilia上。潘顿被授予丹麦PH奖。
- 1973年，潘顿被授予德国的Gute Form奖。
- 1981-1984年，曾五次获得德国的Deutsche Auswahl奖。
- 1986年，获得了丹麦的Sadolin-Farve奖与德国的Gute Form奖。
- 1991年，并被授予丹麦的Dansk Designgråd Årspris奖。
- 1992年，获得了挪威的设计奖项。
- 1998年，为表彰潘顿毕生的成就，丹麦女王授予潘顿丹尼布罗格骑士十字勋章。
- 1998年，9月5日，潘顿在哥本哈根去世，享年72岁。[2]

## 部分作品

潘顿椅

### 家具设计
- 潘顿椅（Panton Chair）（1959年/1999年）
- Bachelor Chair（1955年）
- Cone Chair（1958年）
- Heart Cone Chair（1958年）

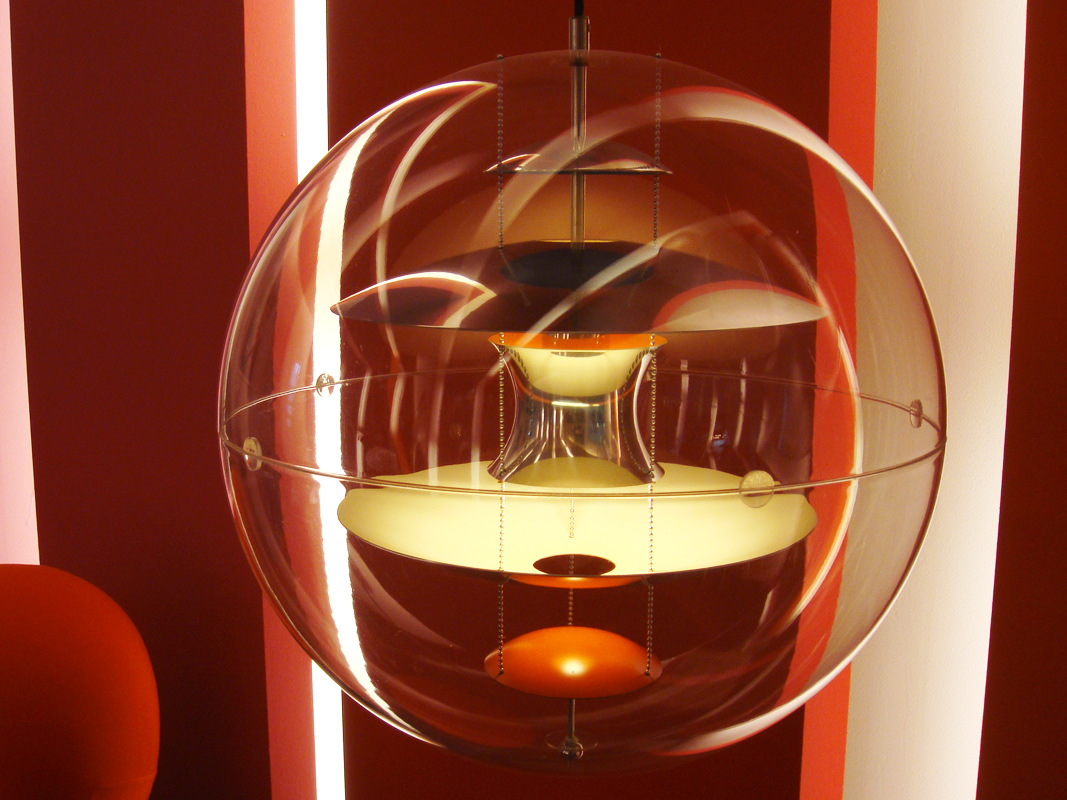
VP-Globe

### 照明设计
- 贝壳灯
- VP-Globe（1969/1970年）

### 室内设计
- Kom-igen旅馆（1958年）
- 光与色展览（1999年）